# Deux Portraits
Deux Portraits (hongrois : Két portré), op. 5 est une pièce orchestrale de Béla Bartók composée en 1908-1909. Le premier portrait constituait le premier mouvement d'un concerto pour violon (Sz.36) écrit à l'origine pour Stefi Geyer et que Bartók démantela à la suite de sa rupture avec la violoniste.

## Structure de l'œuvre
1. Premier portrait: Egy Ideális (idéal)
2. Deuxième portrait: Egy Torz (difforme) d'après la pièce nº 14 des Bagatelles pour piano (1908)

## Instrumentation
- deux flûtes, deux hautbois, un cor anglais, deux clarinettes, deux bassons, une clarinette basse, quatre cors, deux trompettes, trois trombones, deux harpes, un tambour picolo, un triangle, un tam-tam, une grosse caisse, un violon solo, cordes.